# El-Qattah
El-Qattah est un site archéologique égyptien situé en Basse-Égypte, au nord-ouest de Létopolis.
Ce site est connu pour ses tombes du Moyen Empire et a fait l'objet de fouilles approfondies en 1904 par une équipe de l'Institut français d'archéologie orientale du Caire, dont faisait partie Henri Gauthier,. L'une des chambres du site contenait des textes du Livre des morts.
La tombe de Néha y a été découverte.
En 1906, il a été rapporté qu'un village moderne se trouvait à cet endroit.